# Mo Yan
Pour les articles homonymes, voir Mo.
Dans ce nom, le nom de famille, Mo, précède le nom personnel.
Mo Yan (chinois : 莫言 ; pinyin : Mòyán ; litt. « celui qui ne parle pas »), de son vrai nom Guan Moye (管谟业 / 管謨業, Guǎn mó yè), est un écrivain chinois, né le 17 février ou le 5 mars 1955, ou bien encore en mars 1956,, à Gaomi dans la province du Shandong en Chine. Le 11 octobre 2012, il a reçu le prix Nobel de littérature.

## Biographie
Guan Moye naît au sein d'une famille paysanne du Shandong. De 1959 à 1961, sa famille connaît la faim en raison du Grand Bond en avant.
En 1966, pendant la Révolution culturelle, il est classé parmi les « mauvais éléments » et renvoyé de l'école.[réf. nécessaire] Sa famille vit dans une grande pauvreté durant cette période.
Il travaille en usine avant d'intégrer en 1976 l’Armée populaire de libération, puis le Parti communiste en 1979.
Mo Yan est diplômé de l'Institut des arts et des lettres de l'Armée populaire de libération (zh) en 1986, puis de l'université normale de Pékin, en 1991.
Son origine paysanne, à propos de laquelle il évoque le rôle joué par les histoires racontées par sa grand-mère, et son éducation au sein de l'armée tranchent avec celles de nombreux autres écrivains, imprégnés de la lecture des grands romans classiques.
Ses parents lui ont appris, par prudence, à éviter de parler à l'extérieur. C'est la raison du choix de son pseudonyme, Mo Yan, « Celui qui ne parle pas ».
En 1981, il publie, sous son nom de plume, sa première nouvelle, Radis de cristal. Sa reconnaissance est immédiate, mais ce n’est qu’avec Le Clan du sorgho, qui est porté à l'écran sous le nom Le Sorgho rouge par Zhang Yimou en 1986, qu'il atteint sa notoriété actuelle.
Mo Yan démissionne de l'armée en 1999, où il travaillait jusque-là au département de la culture.
Le prix Nobel de littérature lui est attribué en 2012, pour son œuvre « qui [selon l'Académie suédoise] avec un réalisme hallucinatoire unit conte, histoire et le contemporain,. »

## Œuvres
Son œuvre se rattache au mouvement de la « Quête des racines ». Elle évoque l'histoire de sa province natale, le Shandong, d'un point de vue historique, avec Le Clan du sorgho (1986), politique, avec La Mélopée de l'ail paradisiaque (1988), ou ethnologique. L'autobiographie y occupe une part importante. Sur le plan formel, son écriture réaliste ne dédaigne pas de faire appel à l'humour, comme avec Les Treize Pas (en) (1989), ou au fantastique. Sa prédilection pour les personnages marginaux, ses descriptions s'attachant aux détails l'ont fait comparer en Chine à William Faulkner.
Le Pays de l'alcool, écrit après les événements de 1989, a pour but la dénonciation de la corruption des hauts cadres. Beaux seins, belles fesses (1995) est, comme Le Clan du sorgho, une saga familiale, qui a reçu le prix décerné par la revue Dajia en 1996, après avoir été censuré.
Son roman Wa (Grenouilles) dénonce les excès de la politique chinoise de l'enfant unique : « Chaque bébé est unique. Il ne peut pas être remplacé. Des mains ensanglantées pourront-elles jamais être nettoyées  ? L'âme ravagée par la culpabilité ne pourra-t-elle jamais devenir libre ? » - (extrait de Wa). Lors d'une interview en 2010 auprès de la chaîne Phoenix TV basée à Hong Kong, il reconnaissait que son livre pouvait sembler sujet à controverses, mais que le sujet lui était profondément personnel : cela avait obligé sa femme à avorter de son deuxième enfant.
C'est un des écrivains les plus réputés en Chine et à l'étranger aujourd'hui. Son style se caractérise par son traitement très libre de thèmes comme le sexe, le pouvoir, la politique décrivant sans détours mais non sans humour les méandres psychiques et physiques de la Chine contemporaine. Son intelligence et son interprétation de la Chine contemporaine expliquent sans doute pourquoi il n'a jamais été encore censuré — à l'exception de certains passages lors des premières éditions de Beaux seins, belles fesses.

## Critiques
L'écrivain chinois Ma Jian a déploré le manque de solidarité et d'engagement de Mo Yan vis-a-vis des autres écrivains et intellectuels chinois réprimés et/ou mis en détention en violation de la liberté d'expression reconnue par la Constitution,.
Le 10 décembre 2012, l'écrivain et dissident chinois Liao Yiwu passe une nuit dans la prison de Stockholm où il entendait protester à la suite de la remise du prix Nobel de littérature à Mo Yan dont il dénonce l'ambiguïté envers le système de censure et d’oppression en Chine,.

## Liste des œuvres

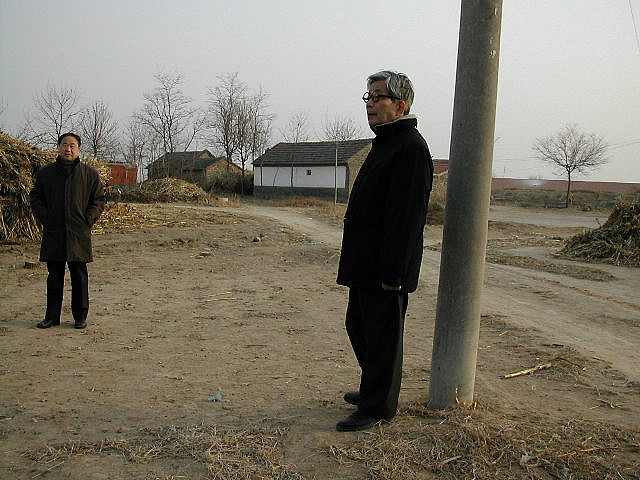
L'écrivain japonais Kenzaburō Ōe, prix Nobel de littérature 1994 (au premier plan), dans le village natal de Mo Yan (au second plan), en 2005. (Photo prise par l'interprète.)

Quelque quatre-vingts romans, essais et nouvelles composent son œuvre.
- 1984 : Touming de hong luobo (透明的红萝卜 / 透明的紅蘿蔔, tòumíng de hóng luóbo)  — Le Radis de cristal, traduit par Pascale Wei-Guinot et Wei Xiaoping, Paris, Philippe Picquier, 1993
- 1985 :
  - Qiushui  — Déluge (traduit dans Le Radis de cristal)
  - Ku he  — La Rivière tarie, traduit par Gao Changhui et Danielle Turc-Crisa dans La Remontée vers le jour. Nouvelles de Chine (1978-1988), Alinéa, 1988
- 1986 :
  - Zhulu  — Le Chantier, traduit par Chantal Chen-Andro, Scanéditions, 1993 ; rééd., Paris, Seuil, 2007
  - Honggaoliang jiazu, (红高粱家族 / 紅高粱家族, hóng gāoliangjiāzú)  — Le Clan du sorgho, traduit par Pascale Guinot et Sylvie Gentil, Arles, Actes Sud, 1993 ; édition revue et corrigée par Sylvie Gentil, Paris, Seuil, 2014
  - Zuiguo  — La Faute, traduit par Chantal Chen-Andro, dans Anthologie de nouvelles chinoises contemporaines, Paris, Gallimard, 1994
- 1988 :
  - Tiantang suantai zhige  — La Mélopée de l'ail paradisiaque, traduit par Chantal Chen-Andro, Paris, Messidor, 1990 ; rééd., Paris, Seuil, 2005
  - Yangmao zhuanyehu (chinois 養貓專業戶)  — (en) « The Cat Specialist »,  traduit par Janice Wickeri, Renditions, no  32, 1989 [lire en ligne]
- 1989 : Shisan bu (十三步, shísān bù)  — Les Treize Pas (en), traduit par Sylvie Gentil, Paris, Seuil, 1995
- 1993 : Jiu Guo (酒国 / 酒國, jiǔ guó)  — Le Pays de l'alcool, traduit par Noël et Liliane Dutrait, Paris, Seuil, 2000 - Prix Laure-Bataillon 2000 de la meilleure œuvre de fiction traduite en français
- 1995 : Fengru Feitun (丰乳肥臀, fēng rǔ féi tún)  — Beaux Seins, Belles Fesses, traduit par Noël et Liliane Dutrait, Paris, Seuil, 2004
- 1999 : Shifu, ni yue lai yue youmo  —  Le maître a de plus en plus d'humour, traduit par Noël Dutrait, Paris, Seuil, 2005
- 2003 : Sishiyi pao (四十一炮, sìshíyī pào)  — Quarante et un coups de canon (zh), traduit par Noël et Liliane Dutrait, Paris, Seuil, 2008
- 2009 : Wa (蛙, wā), Éditions d'art et de littérature de Shanghai (zh) - Prix littéraire Mao-Dun 2011.  — Grenouilles (zh), traduit par Chantal Chen-Andro, Paris, Seuil, 2011  (ISBN 978-2-0210-2400-5)

Autres œuvres :
- Le Clan herbivore (食草家族, Shí cǎo jiāzú), 1993, (non traduit)
- La Forêt rouge (红树林, Hóng shùlín), 1999 (non traduit)
- Le Supplice du santal (檀香刑, Tánxiāngxíng), 2001 ; traduit par Chantal Chen-Andro, Paris, Seuil, 2006
- Explosion, traduit par Camille Loivier, Éditions Caractères, 2004
- La Carte au Trésor, (藏宝图, Cangbao tu), traduit par Antoine Ferragne, Paris, Philippe Picquier, 2004
- Enfant de fer, traduit par Chantal Chen-Andro, Paris, Le Seuil, 2004
- La Joie (Huānlè / 歡樂), traduit par Marie Laureillard, Paris, Philippe Picquier, 2007 ; édition revue et corrigée par Marie Laureillard, Points no P4095, 2015
- La Dure Loi du karma (en), (生死疲劳 / 生死疲勞, Shēngsǐ píláo), 2006 ; traduit par Chantal Chen-Andro, Paris, Seuil, 2009
- La Belle à dos d’âne dans l’avenue de Chang’atraduit par Marie Laureillard, Paris, Philippe Picquier, 2011
- Le Veau suivi de Le Coureur de fond, traduit par François Sastourné, Paris, Seuil, 2012
- Au pays des conteurs. Discours du Prix Nobel de littérature 2012, traduit par Chantal Chen-Andro, Paris, Seuil, 2013
- Le Grand Chambard, traduit par Chantal Chen-Andro, Paris, Seuil, 2013
- Enfant de fer, traduit par Chantal Chen-Andro, Paris, Seuil, coll. « Points », 2013
- Dépasser le pays natal, traduit par Chantal Chen-Andro, Paris, Le Seuil, coll. « Essais littéraires », 2015
- Professeur singe, traduit par François Sastourné, Paris, Le Seuil, 2015 suivi de Le Bébé aux cheveux d'or, traduit par Chantal Chen-Andro, Paris, Seuil, 2015
- Le Clan des chiqueurs de paille (食草家族, Shi cao jia zu ), traduit par Chantal Chen-Andro, Paris, Seuil, 2016
- Les Retrouvailles des compagnons d'armes (战友重逢, Zhan you chong feng), traduit par Noël Dutrait, Paris, Seuil, 2017
- Chien blanc et balançoire, traduit par Chantal Chen-Andro, Paris, Seuil, 2017

## Distinctions
- 1996 : Prix Dajia pour Beaux Seins, Belles Fesses
- 2000 : Prix Laure-Bataillon de la meilleure œuvre de fiction traduite en français pour Le Pays de l'alcool
- 2005
  - Prix international Nonino (en)
  - Docteur honoris causa ès lettres de l'Open University of Hong Kong (en)[16]
- 2006 : Grand Prix de la culture asiatique de Fukuoka
- 2009 : Prix Newman pour la littérature chinoise (en)[17]
- 2011
  - Prix littéraire Mao-Dun pour Grenouilles
  - Prix Manhae de littérature
- 2012 : Prix Nobel de littérature

## Adaptations au cinéma
- 1987 : Le Sorgho rouge, de Zhang Yimou.
- 2000 : Happy Times, de Zhang Yimou.
- 2003 : Nuan (en), de Huo Jianqi